# Gil de Ferran
Gil de Ferran (ur. 11 listopada 1967 w Paryżu, zm. 29 grudnia 2023 w Opa-locka) – brazylijski kierowca wyścigowy, mistrz serii CART w latach 2000–2001.

## Kariera

### Początki kariery
Karierę wyścigową rozpoczął od kartingu na początku lat osiemdziesiątych. Następnie startował w coraz szybszych seriach, Formule Ford (od 1987) i Formule 3 (od 1991). W 1992 roku zdobył mistrzostwo w brytyjskiej Formule 3. Kolejne dwa lata przyniosły starty w Formule 3000, w klasyfikacji generalnej zajął czwarte (1993) i trzecie (1994) miejsce.

### CART
W roku 1995 zadebiutował w serii CART w zespole Jima Halla. Początki były trudne jednak w miarę upływu sezonu uzyskiwał coraz lepsze wyniki i w ostatnim wyścigu sezonu udało mu się odnieść pierwsze zwycięstwo. Sezon zakończył na 14. miejscu i zdobył tytuł najlepszego nowicjusza. Kolejny rok w zespole był już lepszy, de Ferran dość regularnie dojeżdżał na wysokich miejscach, wygrał jeden wyścig i ostatecznie zajął szóste miejsce w klasyfikacji.

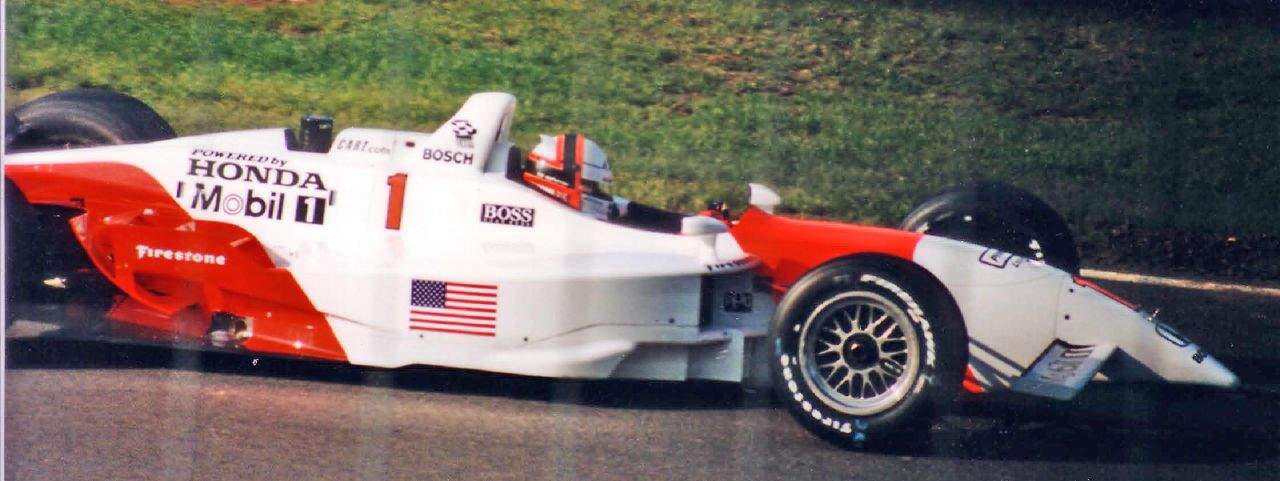
Gil de Ferran na torze Rockingham w 2001 roku

W 1997 roku przeniósł się do zespołu Derricka Walkera i pomimo braku zwycięstw, cały sezon zakończył na drugim miejscu. Rok 1998 nie był już tak udany, częste problemy z samochodem i z oponami sprawiły, że na koniec sezonu zajął dopiero 12. miejsce, nie kończąc 11 z 19 wyścigów w sezonie. Trzeci sezon w zespole Walkera był trochę lepszy. De Ferranowi udało się wygrać jeden wyścig a w klasyfikacji końcowej uplasował się na ósmej pozycji.
W 2000 roku przeniósł się do zespołu Penske Racing, który wracał do czołówki po kilkuletnim kryzysie. De Ferran wygrał dwa wyścigi w sezonie, prawie zawsze dojeżdżał do mety w czołówce (14 razy w pierwszej dziesiątce na 20 wyścigów) i zdobył swój pierwszy tytuł mistrzowski w serii CART. W następnym roku wygrał dwa wyścigi i dołożył do swojej kolekcji kolejny tytuł mistrzowski.

### Indy Racing League
W 2002 roku zespół Penske przeniósł się wraz ze swoimi kierowcami do konkurencyjnej serii IRL. Brazylijczyk od samego początku po zmianie serii dobrze sobie radził, wygrał dwa wyścigi w sezonie, w pięciu stawał na niższych stopniach podium i swój pierwszy sezon w IRL zakończył na trzecim miejscu. Kolejny sezon zakończył o stopień wyżej na podium, wygrywając m.in. wyścig Indianapolis 500. Po sezonie postanowił zakończyć karierę wyścigową.

### Formuła 1 – dyrektor sportowy
W 2005 roku pojawił się w Formule 1, ale już nie w roli kierowcy. Zespół BAR Honda zatrudnił go w roli dyrektora sportowego. Zrezygnował z tej funkcji w lipcu 2007 roku.

### American Le Mans Series
W styczniu 2008 roku 40-letni de Ferran niespodziewanie ogłosił, że powraca do wyścigów. Tym razem w roli kierowcy i właściciela zespołu – de Ferran Motorsports. Jako drugiego kierowcę zatrudnił Simona Pagenaud i po dość udanym niepełnym sezonie zajęli w kategorii LMP2 w której startowali 6. miejsce w klasyfikacji zespołów i 14. w klasyfikacji kierowców.
W sierpniu 2009 roku ogłosił, że definitywnie kończy czynną karierę, aby skoncentrować się na własnym zespole, który w sezonie 2010 będzie startował również w IndyCar Series.

### Śmierć
De Ferran zmarł 29 grudnia 2023 roku w wieku 56 lat. Doznał zawału serca podczas jazdy samochodem podczas wydarzenia w The Concours Club w Opa-locka znajdującego się na Florydzie

## Starty w karierze
| Sezon | Seria                          | Zespół                | Starty | PP | Zwyc. | Punkty | Pozycja |
| ----- | ------------------------------ | --------------------- | ------ | -- | ----- | ------ | ------- |
| 1991  | Brytyjska Formuła 3            | Edenbridge Racing     |        | 5  | 3     | 54     | 3.      |
| 1992  | Brytyjska Formuła 3            | Paul Stewart Racing   |        |    | 7     |        | 1.      |
| 1993  | Formuła 3000                   | Paul Stewart Racing   | 9      | 1  | 1     | 21     | 4.      |
| 1994  | Formuła 3000                   | Paul Stewart Racing   | 8      | 1  | 2     | 28     | 3.      |
| 1995  | CART                           | Jim Hall Racing       | 17     | 1  | 1     | 56     | 14.     |
| 1996  | CART                           | Jim Hall Racing       | 16     | 1  | 1     | 104    | 6.      |
| 1997  | CART                           | Walker Racing         | 17     | 2  | 0     | 162    | 2.      |
| 1998  | CART                           | Walker Racing         | 19     | 0  | 0     | 67     | 12.     |
| 1999  | CART                           | Walker Racing         | 20     | 2  | 1     | 108    | 8.      |
| 2000  | CART                           | Penske Racing         | 20     | 5  | 2     | 168    | 1.      |
| 2001  | CART                           | Penske Racing         | 20     | 5  | 2     | 199    | 1.      |
| 2001  | Indy Racing League             | Penske Racing         | 2      | 0  | 0     | 46     | 28.     |
| 2002  | Indy Racing League             | Penske Racing         | 14     | 4  | 2     | 443    | 3.      |
| 2003  | Indy Racing League             | Penske Racing         | 15     | 1  | 3     | 489    | 2.      |
| 2008  | American Le Mans Series (LMP2) | de Ferran Motorsports | 8      | 1  | 0     | 85     | 14.     |
| 2009  | American Le Mans Series (LMP1) | de Ferran Motorsports |        |    |       |        |         |

## Starty w Indianapolis 500
| Rok  | Nadwozie | Silnik         | Start | Wynik | Uwagi   |
| ---- | -------- | -------------- | ----- | ----- | ------- |
| 1995 | Reynard  | Ilmor-Mercedes | 19    | 29    | Wypadek |
| 2001 | Dallara  | Oldsmobile     | 5     | 2     |         |
| 2002 | Dallara  | Chevrolet      | 14    | 10    |         |
| 2003 | G-Force  | Toyota         | 10    | 1     |         |